# Sông Uda (vùng Khabarovsk)
Uda (tiếng Nga: Уда́,tiếng Trung: 乌第河) là một sông tại vùng Khabarovsk thuộc Nga. Sông chảy vào biển Okhotsk gần thị trấn nhỏ Chumikan. Sông dài 457 km và khởi nguồn từ phía nam của sườn Đông dãy núi Stanovoy và chảy về phía đông, nhận nước từ các chi lưu khác cũng bắt nguồn từ dãy Stanovoy. Tại cực đông dãy Stanovoy, sông nhận nước của 'sông Maya' từ vùng cao ở tây bắc và chảy khoảng 50 km vào vịnh Uda ở góc tây nam của biển Okhotsk gần Quần đảo Shantar.
Từ Điều ước Nerchinsk (1689) tới Điều ước Aigun (1859), phần hạ lưu của sông là biên giới giữa Trung Quốc và Nga, mặc dù nó không được thể hiện rõ ràng và khu vực hiếm có người viếng thăm. Một số người của Ivan Moskvitin đã tiếp cận Uda năm 1640. Những người Lamut bản địa kể cho ông về sông Zeya và sông Amur song không hướng dẫn họ vào nội địa. Năm 1684 một số người Cossack chạy trốn người Mãn tại sông Zeya, tiếp cận đến Udsk, và theo sông Maya tới Yakutsk.
Udsk Ostrog (công sự) được thành lập vào năm 1679, hay 1659  bên bờ tả của sông cách 47 đến 60 dặm về phía thượng nguồn. Có các đề nghị chuyển Okhotsk xuống phía nam đến Udsk song bị từ chối vì bến cảng không thuận tiện và gần biên giới với nhà Thanh.